# Siennica
Siennica es un pueblo de Polonia, en Mazovia.  Es la cabecera del distrito (Gmina) de Siennica, perteneciente al condado (Powiat) de Mińsk. Se encuentra aproximadamente a 12 kilómetros al sur de Mińsk Mazowiecki, y a 45 km  al este de Varsovia. Su población es de 2600 habitantes.

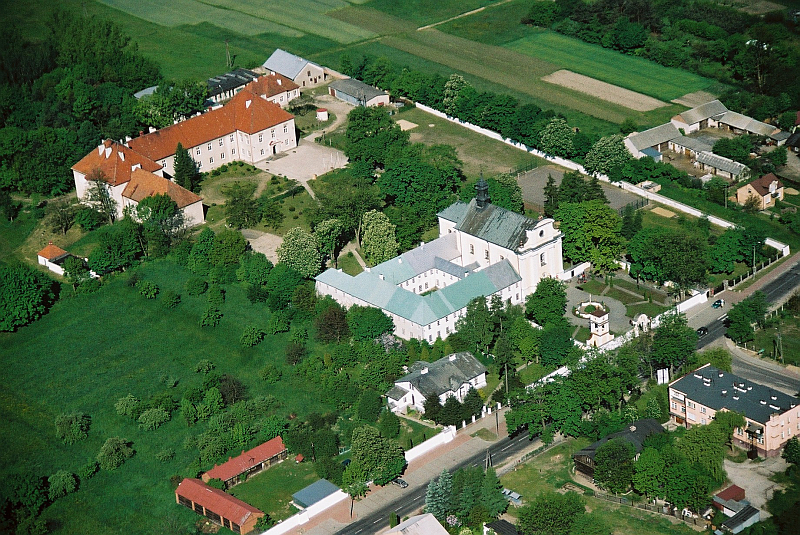
Iglesia de Siennica.